# Mesochorus cestus
Mesochorus cestus är en stekelart som beskrevs av Dasch 1974. Mesochorus cestus ingår i släktet Mesochorus och familjen brokparasitsteklar. Inga underarter finns listade i Catalogue of Life.